# Ussé
Pour l’article ayant un titre homophone, voir UC.
Ussé est une ancienne commune d'Indre-et-Loire. Le village d'Ussé est connu pour son château.

## Histoire
La commune a fusionné en 1860 avec Rigny pour former la commune de Rigny-Ussé.
Le village abrite le Château d'Ussé aussi appelé « château de la belle au bois dormant », Charles Perrault y ayant résidé au XVIIe siècle et s'étant inspiré d'Ussé lors de l'écriture de La Belle au bois dormant.

## Compléments
- Château d'Ussé
- Rigny-Ussé